# Pasmo 15 m
Pasmo 15 m – jedno z podstawowych pasm częstotliwości amatorskich, zawierające się w granicach: 21,000 do 21,450 MHz dla krótkofalowców na całym świecie.

## Charakterystyka
Pasmo jest doskonałe do DX-owania podczas okresów dużej aktywności słonecznej i od niej uzależniona jest jego przydatność.

## Propagacja
Podczas największej aktywności Słońca pasmo jest „otwarte” przez całą dobę, łączności przez odbicia od  warstwy F2 jonosfery. Podczas średniej aktywności słonecznej staje się pasmem dostępnym wyłącznie w ciągu dnia. Przy najmniejszej aktywności Słońca może w ogóle nie nadawać się do DX-owania (pasmo „martwe”).
Sporadycznie możliwa jest praca przez odbicia od  warstwy E jonosfery (wczesne lato, środek zimy).

## Podział pasma 15 m w Polsce[1]
Na dzień 16 października 2020
| Częstotliwość w kHz | Maksymalna szerokość pasma w Hz | Rodzaje emisji i przeznaczenie |
| ------------------- | ------------------------------- | --- |
| 21000 – 21070       | 200                             | CW, 21055 kHz – środek aktywności QRS CW, 21060 kHz – środek aktywności QRP |
| 21070 – 21090       | 500                             | Wąskie rodzaje emisji – emisje cyfrowe |
| 21090 – 21110       | 500                             | Wąskie rodzaje emisji – emisje cyfrowe, stacje bezobsługowe |
| 21110 – 21120       | 2700                            | Wszystkie rodzaje emisji (z wyjątkiem SSB) – emisje cyfrowe, stacje bezobsługowe |
| 21120 – 21149       | 500                             | Wąskie rodzaje emisji |
| 21149 – 21151       | –                               | IBP, wyłącznie dla radiolatarni |
| 21151 – 21450       | 2700                            | Wszystkie rodzaje emisji 21180 kHz – środek aktywności głosowych emisji cyfrowych 21285 kHz – środek aktywności SSB QRP 21340 kHz – środek aktywności emisji obrazowych 21360 kHz – środek ogólnoświatowej aktywności alarmowej |